# Gilbert Médéric-Védy
Gilbert, Médéric, René Védy dit Médéric, né à Paris le 16 février 1902, mort le 21 mars 1944  en préférant s'empoisonner plutôt que de risquer de parler sous la torture, est un résistant français.

## Biographie
Dès juillet 1940, il organise la Résistance à Cherbourg et dans les environs. En 1942, il prend contact avec Maurice Ripoche, le Fondateur du Mouvement CDLL, « Ceux de la Libération ».
En septembre 1943, il part à Londres comme Représentant de la Résistance Métropolitaine et assure plusieurs liaisons avec la France. 
À l'un de ses retours, il est arrêté par le commissaire de police des Grandes-Carrières qui le livre pour interrogatoire aux brigades spéciales.
Dans l'impossibilité de dissimuler sa personnalité et ses fonctions en raison des documents trouvés sur lui et n'ayant aucun espoir de recouvrer la liberté, Médéric se donne volontairement la mort dans le bureau du Commissaire David (chef de la Brigade spéciale « anti-terroriste » française) en lui disant : « Vous allez voir comment un Français sait mourir. »
Il est inhumé au cimetière des Batignolles, près de la Porte de Clichy. 
Lui-même père de trois enfants, Médéric appartenait à une famille de huit enfants dont l'aîné, Maxime avait été fusillé au mont Valérien deux semaines plus tôt, le 7 mars 1944.

## Décorations
- Chevalier de la Légion d'honneur
- Compagnon de la Libération à titre posthume par décret du 29 avril 1944[2]
- Croix de guerre 1939–1945
- Médaille de la Résistance française par décret du 18 mars 1970[3]

## Hommages

### Odonymie
La rue Médéric dans le 17e arrondissement de Paris commémore son nom. La commune de Tourlaville dans la Manche possède également une rue Médéric en sa mémoire. ainsi que la commune de La Garenne-Colombes dans les Hauts-de-Seine. 
Il existe une rue Médéric Védy à Cachan (Val de Marne).
Il existe une rue Médéric à Clichy-la-Garenne (Hauts-de-Seine).
Il existe une rue Médéric à Sainte-Savine (Aube).

### Timbres
Un timbre à son effigie est édité dans une série de cinq timbres, de la collection Héros de la Résistance, émis le 27 avril 1959 et retirés de la vente le 18 septembre suivant.
Cette série honore cinq résistants en même temps :
- les Cinq Martyrs du lycée Buffon (Jean Arthus, Jacques Baudry, Pierre Benoit, Pierre Grelot et Lucien Legros), organisateurs d'un groupe patriotique dans leur lycée ;
- Yvonne Le Roux : Membre du réseau Johnny de Brest, déporté à Ravensbrück ;
- Gilbert Médéric-Védy : Résistant de Cherbourg ;
- Louis Martin-Bret : Chef de mouvements dans les Alpes ;
- Gaston Moutardier : Organisateur d'un réseau au sein des PTT de la Somme.